# Zipoites
Zipoites (altgriechisch Ζιποίτης Zipoítēs; * 356 v. Chr.; † 280 v. Chr.) war von 328 bis 280 v. Chr. Herrscher von Bithynien. Zipoites kam in der durch Alexander den Großen eingeleiteten Niedergangsphase der persischen Herrschaft an die Macht und regierte als nahezu unabhängiger König.
Bereits sein Vater Bas, dessen Nachfolger Zipoites 328 v. Chr. wurde, hatte seine Macht weitgehend unabhängig vom Perserreich ausgeübt. Bei Versuchen, seinen Einflussbereich auf Kosten der griechischen Städte der Region auszudehnen, scheiterte Zipoites zunächst am Diadochen Antigonos I., verbündete sich jedoch bald mit ihm. Gegen den Diadochen Lysimachos war Zipoites dagegen militärisch erfolgreich. Nach einer gewonnenen Schlacht nahm er im Herbst 297 v. Chr. als erster bithynischer Herrscher auch offiziell den Königstitel an, den er aber kurz darauf an seinen Sohn Nikomedes I. weitergab. Kurz nach der Schlacht von Kurupedion (281 v. Chr.) starb Zipoites.